# Centre international de recherches sur l'anarchisme (Lausanne)
Pour les articles homonymes, voir Centre international de recherches sur l'anarchisme.

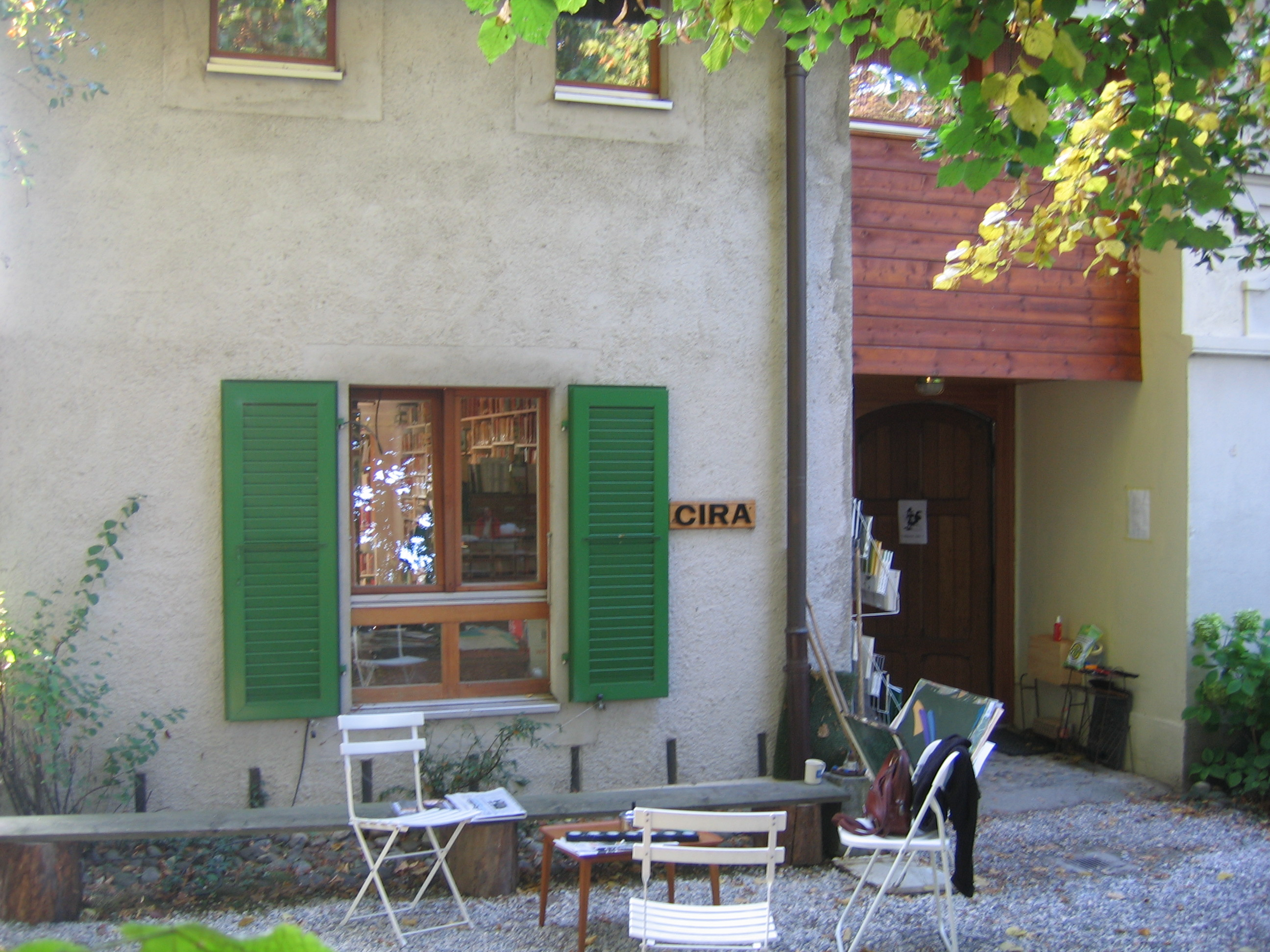
L'entrée du CIRA en 2007.

Le Centre international de recherches sur l'anarchisme (CIRA) de Lausanne a été fondé en 1957 à Genève. Il s'agit de la plus grande (par le nombre de documents conservés) bibliothèque spécialisée en Europe dans le domaine de l'anarchisme.

## Collection

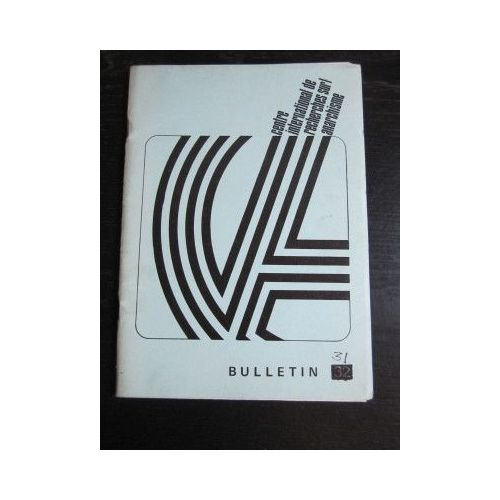
Le bulletin du CIRA

La bibliothèque conserve, fin 2018, environ 25 000 ouvrages (brochures, monographies, travaux universitaires) et 4 000 périodiques dont 100 actifs. L'ensemble de la collection est catalogué et le catalogue est accessible en ligne depuis 2007 (OPAC : cira.ch/catalogue/). À côté de cette collection, le CIRA conserve également quelques fonds d'archives, dont une collection iconographique (affiches, cartes postales, photographies) relativement importante. Pour une présentation détaillée, voir le site cira.ch/.

## Historique
C'est de la rencontre à Genève d'un objecteur de conscience italien, Pietro Ferrua, d'un exilé bulgare et d'un anarchiste suisse, André Bösiger, qu'est née en 1956 l'idée du CIRA.
Il existe à l'époque quelques fonds de documentation en sommeil qui constitueront la base de la collection du CIRA : les archives du Réveil socialiste-anarchiste de Luigi Bertoni, celles du groupe « Germinal », les archives personnelles de Jacques Gross et divers périodiques reçus par le biais d'échanges.
En 1961, en relation avec une action antifranquiste contre le consulat d'Espagne à Genève, Pietro Ferrua, principal animateur du centre, est expulsé de Suisse. Marie-Christine Mikhaïlo prend alors en charge la bibliothèque avec sa fille Marianne Enckell.
En 1964, le CIRA est transféré à Lausanne dans la pension de famille de Beaumont que tient Marie-Christine Mikhaïlo. La bibliothèque retourne à Genève entre 1975 et 1989, date à laquelle la collection est installée à nouveau à Lausanne, dans un bâtiment construit spécifiquement par des sympathisants et des proches.
En 1965 à l'initiative de l'historien René Bianco, une antenne est ouverte à Marseille sous de nom de Centre international de recherches sur l'anarchisme (Marseille).
En 2007, le CIRA lance une campagne de recherche de fonds pour pouvoir rester durablement dans ce bâtiment. Cette campagne est un succès grâce à la mobilisation de proches de la bibliothèque et de nombreux groupes, organisations et individus anarchistes.
Dès sa fondation, le CIRA édite un bulletin qui présente la vie du centre, les nouvelles acquisitions et des articles sur l'histoire du mouvement anarchiste.

## Fonctionnement de la bibliothèque
La bibliothèque du CIRA utilise un index matières conçu sur mesure dès 1985. Son catalogue a été informatisé en 1995. Elle est gérée par des bénévoles et ne dispose d'aucun budget d'acquisition. Les frais de fonctionnement sont couverts par des dons et les cotisations des lecteurs et les ouvrages sont donnés par leurs auteurs, leurs éditeurs et des militants anarchistes de tous pays.
Les fonds d'archives sont inventoriés dans un logiciel spécialisé.
La bibliothèque est accessible à chacun, mais seuls les lecteurs et lectrices s'étant acquitté de leur cotisation peuvent emprunter des ouvrages. Le CIRA pratique éventuellement le prêt direct (envoi des ouvrages par la poste) avec ses membres résidant à l'étranger.

## Relations internationales
Le CIRA est membre fondateur de la Fédération internationale des centres d'étude et de documentation libertaires (FICEDL). Il est également membre de l'International Association of Labour History Institutions (de) (IALHI), association au sein de laquelle il côtoie des bibliothèques et centres d'archives spécialisés dans l'histoire du mouvement ouvrier.
Par ailleurs, il a existé ou il existe encore des CIRA au Brésil, au Japon ou encore à Marseille, à Limoges...

## Publications
- Bulletin du Centre international de recherches sur l'anarchisme [lire en ligne].
- Collectif, Les Anarchistes face à la guerre [recueil de textes], Centre international de recherches sur l'anarchisme (Lausanne), 2022, [lire en ligne].